# Hipismo nos Jogos Olímpicos de Verão de 1912
O hipismo nos Jogos Olímpicos de Verão de 1912 foram realizados em Estocolmo, na Suécia, com cinco eventos disputados no adestramento, concurso completo de equitação e salto. 
A modalidade encontrava-se ausente dos Jogos Olímpicos desde Paris 1900, sendo em 1912 a segunda aparição do hipismo.

## CCE individual
| Pos. | País           | Atletas              |
| ---- | -------------- | -------------------- |
|      | Suécia (SWE)   | Axel Nordlander      |
|      | Alemanha (GER) | Friedrich von Rochow |
|      | França (FRA)   | Jean Cariou          |

| Resultado final | Resultado final           | Resultado final | Resultado final | Resultado final | Resultado final | Resultado final | Resultado final |
| Pos.            | Cavaleiro                 | 1               | 2               | 3               | 4               | 5               | Total           |
| --------------- | ------------------------- | --------------- | --------------- | --------------- | --------------- | --------------- | --------------- |
| 1               | SWE Axel Nordlander       | 10              | 10.00           | 10.0            | 8.93            | 7.66            | 46.59           |
| 2               | GER Freidrich von Rochow  | 10              | 10.00           | 10.0            | 9.53            | 6.89            | 46.42           |
| 3               | FRA Jean Cariou           | 10              | 10.00           | 10.0            | 8.60            | 7.72            | 46.32           |
| 4               | SWE Nils Adlercreutz      | 10              | 9.85            | 10.0            | 9.00            | 7.46            | 46.31           |
| 5               | SWE Ernst Casparsson      | 10              | 9.62            | 10.0            | 9.67            | 6.87            | 46.16           |
| 5               | GER Rudolf von Schaesberg | 10              | 10.00           | 10.0            | 9.40            | 6.76            | 46.16           |
| 7               | USA Benjamin Lear         | 10              | 10.00           | 10.0            | 9.07            | 6.84            | 45.91           |
| 8               | GER Eduard von Lütcken    | 10              | 10.00           | 10.0            | 9.27            | 6.63            | 45.90           |
| 9               | USA John Montgomery       | 10              | 10.00           | 10.0            | 9.40            | 6.48            | 45.88           |
| 10              | SWE Henric Horn af Åminne | 10              | 10.00           | 10.0            | 8.27            | 7.58            | 45.85           |
| 11              | USA Guy Henry             | 10              | 9.46            | 10.0            | 9.13            | 6.95            | 45.54           |
| 12              | USA Ephraim Graham        | 10              | 9.62            | 10.0            | 9.40            | 6.28            | 45.30           |
| 12              | FRA Bernard Meyer         | 10              | 10.00           | 10.0            | 9.53            | 5.77            | 45.30           |
| 14              | FRA Albert Seigner        | 9               | 9.23            | 10.0            | 9.33            | 7.59            | 45.15           |
| 15              | GER Carl von Moers        | 10              | 10.00           | 8.2             | 8.67            | 7.56            | 44.43           |
| 16              | BEL Gaston de Trannoy     | 10              | 9.69            | 10.0            | 8.53            | 0.00            | 38.23           |
| 17              | GBR Paul Kenna            | 10              | 10.00           | 9.4             | 8.80            | 0.00            | 38.20           |
| 18              | BEL Paul Convert          | 10              | 9.85            | 10.0            | 8.33            | 0.00            | 38.18           |
| 19              | GBR Edward Radcliffe-Nash | 10              | 9.69            | 9.2             | 8.20            | 0.00            | 37.09           |
| 20              | DEN Frode Kirkebjerg      | 10              | 5.69            | 10.0            | 0.00            | 0.00            | 25.69           |
| 21              | DEN Carl Kraft            | 10              | 10.00           | 0.0             | 0.00            | 0.00            | 20.00           |
| 21              | GBR Herbert Scott         | 10              | 10.00           | 0.0             | 0.00            | 0.00            | 20.00           |
| 23              | GBR Bryan Lawrence        | 10              | 9.85            | 0.0             | 0.00            | 0.00            | 19.85           |
| 24              | BEL Emanuel Blommaert     | 10              | 0.00            | 0.0             | 0.00            | 0.00            | 10.00           |
| 24              | FRA Michel Dufort         | 10              | 0.00            | 0.0             | 0.00            | 0.00            | 10.00           |
| 24              | BEL Guy Reyntiens         | 10              | 0.00            | 0.0             | 0.00            | 0.00            | 10.00           |
| 27              | DEN Carl Saunte           | 0               | 0.00            | 0.0             | 0.00            | 0.00            | 0.00            |

## Adestramento individual
| Pos. | País         | Atletas                  |
| ---- | ------------ | ------------------------ |
|      | Suécia (SWE) | Carl Bonde               |
|      | Suécia (SWE) | Gustaf-Adolf Boltenstern |
|      | Suécia (SWE) | Hans von Blixen-Finecke  |

| Resultado final | Resultado final              | Resultado final |
| Pos.            | Cavaleiro                    | Total           |
| --------------- | ---------------------------- | --------------- |
| 1               | SWE Carl Bonde               | 15              |
| 2               | SWE Gustaf-Adolf Boltenstern | 21              |
| 3               | SWE Hans von Blixen-Finecke  | 32              |
| 4               | GER Freidrich von Oesterley  | 36              |
| 5               | SWE Carl Rosenblad           | 43              |
| 6               | SWE Oscar af Ström           | 47              |
| 7               | GER Felix Bürkner            | 51              |
| 8               | SWE Carl Bruckenberg         | 51              |
| 9               | RUS Michaił Jekimow          | 62              |
| 10              | FRA Albert Seigner           | 73              |
| 11              | GER Andreas von Flotow       | 77              |
| 12              | GER Carl von Moers           | 83              |
| 13              | USA Guy Henry                | 93              |
| 14              | FRA Jean Cariou              | 94              |
| 15              | NOR Jens Falkenberg          | 103             |
| 16              | DEN Rudolf Keyper            | 111             |
| 17              | BEL Gaston de Trannoy        | 117             |
| 18              | DEN Carl Saunte              | 120             |
| 19              | FRA Michel Dufort            | 123             |
| 20              | USA John Montgomery          | 130             |
| 21              | FRA Emanuel de Blommaert     | 135             |

## Salto individual
| Pos. | País           | Atletas            |
| ---- | -------------- | ------------------ |
|      | França (FRA)   | Jean Cariou        |
|      | Alemanha (GER) | Rabod von Kröcher  |
|      | Bélgica (BEL)  | Emmanuel Blommaert |

| Resultado final | Resultado final           | Resultado final       | Resultado final       | Resultado final       | Resultado final       | Resultado final |
| Pos.            | Cavaleiro                 | Tempo                 | Penalidades           | Faltas                | Total                 | Jump-off        |
| --------------- | ------------------------- | --------------------- | --------------------- | --------------------- | --------------------- | --------------- |
| 1               | FRA Jean Cariou           | ---                   | 0                     | 4                     | 186                   | 55              |
| 2               | GER Rabod von Kröcher     | ---                   | 0                     | 4                     | 186                   | 53              |
| 3               | BEL Emmanuel Blommaert    | ---                   | 0                     | 5                     | 185                   |                 |
| 4               | GBR Herbert Scott         | ---                   | 0                     | 6                     | 184                   |                 |
| 5               | GER Sigismund Freyer      | ---                   | 0                     | 7                     | 183                   |                 |
| 6               | SWE Nils Adlercreutz      | ---                   | 0                     | 9                     | 181                   |                 |
| 6               | SWE Ernst Casparsson      | ---                   | 0                     | 9                     | 181                   |                 |
| 6               | GER Wilhelm von Hohenau   | ---                   | 0                     | 9                     | 181                   |                 |
| 9               | GER Ernst Deloch          | ---                   | 0                     | 10                    | 180                   |                 |
| 9               | SWE Carl Lewenhaupt       | ---                   | 0                     | 10                    | 180                   |                 |
| 9               | SWE Charles Lewenhaupt    | ---                   | 0                     | 10                    | 180                   |                 |
| 9               | RUS Dmitri Pavlovich      | ---                   | 0                     | 10                    | 180                   |                 |
| 13              | FRA Michel Dufort         | ---                   | 0                     | 11                    | 179                   |                 |
| 13              | SWE Carl-Axel Torén       | ---                   | 0                     | 11                    | 179                   |                 |
| 15              | RUS Karol Rómmel          | ---                   | 0                     | 12                    | 178                   |                 |
| 16              | CHI Enrique Deichler      | ---                   | 0                     | 14                    | 176                   |                 |
| 16              | RUS Aleksandr Rodzianko   | ---                   | 0                     | 14                    | 176                   |                 |
| 18              | GER Friedrich von Grote   | ---                   | 0                     | 16                    | 174                   |                 |
| 18              | GER Friedrich Karl        | ---                   | 0                     | 16                    | 174                   |                 |
| 18              | RUS Siergiej Zagorskij    | ---                   | 0                     | 16                    | 174                   |                 |
| 21              | RUS Michaił Pleszkow      | ---                   | 0                     | 17                    | 173                   |                 |
| 22              | SWE Åke Hök               | ---                   | 0                     | 20                    | 170                   |                 |
| 22              | RUS Aleksiej Selichow     | ---                   | 0                     | 20                    | 170                   |                 |
| 24              | NOR Karl Kildal           | ---                   | 0                     | 22                    | 168                   |                 |
| 25              | CHI Elias Yañes           | ---                   | 0                     | 24                    | 166                   |                 |
| 26              | NOR Jørgen Jensen         | ---                   | 0                     | 25                    | 165                   |                 |
| 27              | GBR Paul Kenna            | 0:22.0                | 10                    | 18                    | 162                   |                 |
| 28              | NOR Jens Falkenberg       | ---                   | 0                     | 29                    | 161                   |                 |
| 29              | GBR Edward Radcliffe-Nash | 0:40.2                | 18                    | 19                    | 153                   |                 |
| 30              | BEL Guy Reyntiens         | 0:33.0                | 14                    | 29                    | 147                   |                 |
| —               | FRA Bernard Meyer         | não completou a prova | não completou a prova | não completou a prova | não completou a prova |                 |

## Adestramento por equipe
| Pos. | País                 | Atletas                                                                     |
| ---- | -------------------- | --------------------------------------------------------------------------- |
|      | Suécia (SWE)         | Axel Nordlander Nils Adlercreutz Ernst Casparsson Henric Horn af Åminne     |
|      | Alemanha (GER)       | Friedrich von Rochow Rudolf von Schasberg Eduard von Lütcken Carl von Moers |
|      | Estados Unidos (USA) | Benjamin Lear John Montgomery Guy Henry Ephraim Graham                      |

| Pos.  | Equipe                | Pos. Ind.          | Placar             | Total  |
| Final | Final                 | Final              | Final              | Final  |
| ----- | --------------------- | ------------------ | ------------------ | ------ |
| 1     | SWE Suécia            | SWE Suécia         | SWE Suécia         | 139.06 |
| 1     | Axel Nordlander       | 1                  | 46.59              | 139.06 |
| 1     | Nils Adlercreutz      | 4                  | 46.31              | 139.06 |
| 1     | Ernst Casparsson      | 5                  | 46.16              | 139.06 |
| 1     | Henric Horn af Åminne | 10                 | 45.85              | 139.06 |
| 2     | GER Alemanha          | GER Alemanha       | GER Alemanha       | 138.48 |
| 2     | Freidrich von Rochow  | 2                  | 46.42              | 138.48 |
| 2     | Rudolf von Schaesberg | 5                  | 46.16              | 138.48 |
| 2     | Eduard von Lütcken\|  | 8                  | 45.90              | 138.48 |
| 2     | Carl von Moers        | 15                 | 44.43              | 138.48 |
| 3     | USA Estados Unidos    | USA Estados Unidos | USA Estados Unidos | 137.33 |
| 3     | Benjamin Lear         | 7                  | 45.91              | 137.33 |
| 3     | John Montgomery       | 9                  | 45.88              | 137.33 |
| 3     | Guy Henry             | 11                 | 45.54              | 137.33 |
| 3     | Ephraim Graham        | 12                 | 45.30              | 137.33 |
| 4     | FRA França            | FRA França         | FRA França         | 136.77 |
| 4     | Jean Cariou           | 3                  | 46.32              | 136.77 |
| 4     | Bernard Meyer         | 12                 | 45.30              | 136.77 |
| 4     | Albert Seigner        | 14                 | 45.15              | 136.77 |
| 4     | Michel Dufort         | 27                 | DNF                | 136.77 |
| —     | BEL Bélgica           | BEL Bélgica        | BEL Bélgica        | —      |
| —     | Gaston de Trannoy     | 16                 | DNF                | —      |
| —     | Paul Convert          | 18                 | DNF                | —      |
| —     | Emanuel Blommaert     | 24                 | DNF                | —      |
| —     | Guy Reyntiens         | 24                 | DNF                | —      |
| —     | DEN Dinamarca         | DEN Dinamarca      | DEN Dinamarca      | —      |
| —     | Frode Kirkebjerg      | 20                 | DNF                | —      |
| —     | Carl Kraft            | 21                 | DNF                | —      |
| —     | Carl Saunte           | 27                 | DNF                | —      |
| —     | GBR Grã-Bretanha      | GBR Grã-Bretanha   | GBR Grã-Bretanha   | —      |
| —     | Paul Kenna            | 17                 | DNF                | —      |
| —     | Edward Radcliffe-Nash | 19                 | DNF                | —      |
| —     | Herbert Scott         | 21                 | DNF                | —      |
| —     | Bryan Lawrence        | 23                 | DNF                | —      |

DNF - não completou a prova individual

## Salto por equipe
| Pos. | País           | Atletas                                                          |
| ---- | -------------- | ---------------------------------------------------------------- |
|      | Suécia (SWE)   | Carl Lewenhaupt Gustaf Kilman Hans von Rosen Fredrik Rosencrantz |
|      | França (FRA)   | Michel Dufort Jean Cariou Bernard Meyer Albert Seigner           |
|      | Alemanha (GER) | Sigismund Freyer Wilhelm von Hohenau Ernst Deloch Friedrich Karl |

| Place | Team                | Score              | Total |
| Final | Final               | Final              | Final |
| ----- | ------------------- | ------------------ | ----- |
| 1     | SWE Suécia          | SWE Suécia         | 545   |
| 1     | Carl Lewenhaupt     | 188                | 545   |
| 1     | Gustaf Kilman       | 180                | 545   |
| 1     | Hans von Rosen      | 177                | 545   |
| 1     | Fredrik Rosencrantz | 171                | 545   |
| 2     | FRA França          | FRA França         | 538   |
| 2     | Michel Dufort       | 185                | 538   |
| 2     | Jean Cariou         | 182                | 538   |
| 2     | Bernard Meyer       | 171                | 538   |
| 2     | Albert Seigner      | 170                | 538   |
| 3     | GER Alemanha        | GER Alemanha       | 530   |
| 3     | Sigismund Freyer    | 181                | 530   |
| 3     | Wilhelm von Hohenau | 177                | 530   |
| 3     | Ernst Deloch        | 172                | 530   |
| 3     | Friedrich Karl      | 166                | 530   |
| 4     | USA Estados Unidos  | USA Estados Unidos | 527   |
| 4     | John Montgomery     | 180                | 527   |
| 4     | Guy Henry           | 174                | 527   |
| 4     | Benjamin Lear       | 173                | 527   |
| 5     | RUS Rússia          | RUS Rússia         | 520   |
| 5     | Aleksandr Rodzianko | 176                | 520   |
| 5     | Michaił Pleszkow    | 172                | 520   |
| 5     | Aleksiej Selichow   | 172                | 520   |
| 5     | Dmitri Pavlovich    | 169                | 520   |
| 6     | BEL Bélgica         | BEL Bélgica        | 510   |
| 6     | Emmanuel Blommaert  | 188                | 510   |
| 6     | Gaston de Trannoy   | 162                | 510   |
| 6     | Paul Convert        | 160                | 510   |

## Quadro de medalhas de hipismo
| Ordem | País               | Medalha de ouro | Medalha de prata | Medalha de bronze | Total |
| ----- | ------------------ | --------------- | ---------------- | ----------------- | ----- |
| 1     | SWE Suécia         | 4               | 1                | 1                 | 6     |
| 2     | FRA França         | 1               | 1                | 1                 | 3     |
| 3     | GER Alemanha       | 0               | 3                | 1                 | 4     |
| 4     | BEL Bélgica        | 0               | 0                | 1                 | 1     |
| 4     | USA Estados Unidos | 0               | 0                | 1                 | 1     |